# Бенктен
Бенктен (фр. Baincthun) насеље је и општина у североисточној Француској у региону Север-Па де Кале, у департману Па де Кале која припада префектури Булоњ сир Мер.
По подацима из 2011. године у општини је живело 1.345 становника, а густина насељености је износила 50,39 становника/km². Општина се простире на површини од 26,69 km². Налази се на средњој надморској висини од 32 метара (максималној 133 m, а минималној 22 m).

## Демографија
| 1962. | 1968. | 1975. | 1982. | 1990. | 1999. | 2011. |
| ----- | ----- | ----- | ----- | ----- | ----- | ----- |
| 1.049 | 1.082 | 1.071 | 1.087 | 1.147 | 1.207 | 1.345 |

График промене броја становника у току последњих година